# روي نيلسون
روي نيلسون (بالإنجليزية: Roy Nelson)‏ (و. 1976  م) هو فنان قتال مختلط، وكاتب سيناريو، وملاكم، ولاعب كاراتيه أمريكي.

## وصلات خارجية
- روي نيلسون على موقع IMDb (الإنجليزية)
- روي نيلسون على موقع قاعدة بيانات الفيلم (الإنجليزية)
- روي نيلسون على موقع يو إف سي (الإنجليزية)
- روي نيلسون على موقع بيلاتور (الإنجليزية)
- روي نيلسون على موقع شيردوغ (الإنجليزية)
- روي نيلسون على موقع Tapology.com (الإنجليزية)

- روي نيلسون في قاعدة بيانات الأفلام على الإنترنت